# Lanny & Wayne - Operazione Babbo Natale
Lanny & Wayne - Operazione Babbo Natale (Prep & Landing Stocking Stuffer: Operation: Secret Santa) è un cortometraggio d'animazione televisivo del 2010 scritto e diretto da Kevin Deters e Stevie Wermers. Sequel dello speciale televisivo del 2009 Lanny & Wayne - Missione Natale, fu prodotto dalla Walt Disney Animation Studios e trasmesso negli Stati Uniti sulla ABC il 7 dicembre 2010. Fu seguito a sua volta da Lanny & Wayne - Buoni vs. cattivi, trasmesso sulla ABC il 5 dicembre 2011.

## Trama
Wayne e Lanny vengono chiamati da Magee per incontrare un contatto segreto; questo si rivela essere la Signora Natale, che li invia in una nuova missione per recuperare una scatola dal laboratorio segreto di Babbo Natale. Più tardi i due si intrufolano nell'ufficio di Babbo Natale mentre dorme, usando la loro attrezzatura high-tech. L'abilità di Lanny nell'addobbare l'albero consente loro di entrare nel laboratorio nascosto dove recuperano la scatola e scappano appena in tempo. La Signora Natale rivela che il contenuto della scatola è l'ultima parte del primo giocattolo che Babbo Natale abbia mai realizzato, e gli restituisce il giocattolo completo (un'anatra di legno su ruote) come regalo di Natale.

## Personaggi e doppiatori
| Personaggio    | Doppiatore originale    | Doppiatore italiano   |
| -------------- | ----------------------- | --------------------- |
| Signora Natale | Betty White             | Franca Lumachi        |
| Wayne          | Dave Foley              | Massimiliano Manfredi |
| Lanny          | Derek Richardson        | Stefano Crescentini   |
| Magee          | Sarah Chalke            | Georgia Lepore        |
| Il Principale  | William Morgan Sheppard | Renato Mori           |

## Distribuzione

### Edizione italiana
L'edizione italiana dello speciale fu trasmessa la sera di Natale del 2010 su Rai 2. Il doppiaggio italiano è stato eseguito dalla Royfilm e diretto da Leslie La Penna su dialoghi di Luigi Calabrò.

### Edizioni home video
Il cortometraggio è stato inserito come extra in tutte le edizioni home video di Lanny & Wayne - Missione Natale. È stato inoltre incluso nella raccolta Blu-ray Disc Walt Disney Animation Studios Short Films Collection, uscita in America del Nord il 18 agosto 2015.

## Riconoscimenti
- 2011 – Primetime Emmy Awards[5]
  - Miglior programma in forma breve animato a John Lasseter, Dorothy McKim, Stevie Wermers e Kevin Deters
- 2011 – Golden Reel Award
  - Candidatura al miglior montaggio sonoro in un cortometraggio animato televisivo a Odin Benitez, Todd Toon, Christopher T. Welch, Alyson Dee Moore, John Roesch e Donald J. Malouf
- 2011 – Premi Visual Effects Society[6]
  - Candidatura ai migliori effetti visivi in una miniserie, film o speciale televisivo a Dorothy McKim, Kyle Odermatt, Andrew Edward Harkness e Adolph Lusinsky
  - Candidatura al miglior personaggio animato in un programma o pubblicità televisiva a Tony Smeed, Chad Sellers, Patrick Osborne e John Wong (per Lanny)